# Grand prix du théâtre du Syndicat de la critique
Pour les articles homonymes, voir Prix de la critique.
 (juin 2021).
Si vous disposez d'ouvrages ou d'articles de référence ou si vous connaissez des sites web de qualité traitant du thème abordé ici, merci de compléter l'article en donnant les références utiles à sa vérifiabilité et en les liant à la section « Notes et références ».
Le grand prix du théâtre du Syndicat de la critique est une distinction artistique française récompensant les meilleurs spectacles théâtraux de l'année.

## Palmarès
- 1962/1963 : Dans la jungle des villes de Bertolt Brecht, mise en scène Antoine Bourseiller, Studio des Champs-Élysées
- 1963/1964 : Cyrano de Bergerac d'Edmond Rostand, mise en scène Jacques Charon, Comédie-Française
- 1964/1965 : Maître Puntila et son valet Matti de Bertolt Brecht, mise en scène Georges Wilson, TNP
- 1965/1966 : L'Idiot d'après Dostoïevski, adaptation et mise en scène André Barsacq, Théâtre de l'Atelier
- 1966/1967 : La Cuisine d'Arnold Wesker, adaptation Philippe Léotard, mise en scène Ariane Mnouchkine, Théâtre du Soleil au Cirque Montmartre
- 1967/1968 : Le Diable et le Bon Dieu de Jean-Paul Sartre, mise en scène Georges Wilson, TNP
- 1968/1969 : Rabelais adaptation et mise en scène Jean-Louis Barrault, Compagnie Renaud-Barrault à l'Élysée Montmartre
- 1969/1970 : Bérénice de Racine, mise en scène Roger Planchon, Théâtre de Villeurbanne, Théâtre Montparnasse, et Opérette de Witold Gombrowicz, mise en scène Jacques Rosner, TNP- Salle Gémier, ex æquo
- 1970/1971 : Le Songe d'August Strindberg, adaptation Maurice Clavel, mise en scène Raymond Rouleau, Comédie-Française
- 1971/1972 : Richard III de William Shakespeare, adaptation Jean-Louis Curtis, mise en scène Terry Hands, Comédie-Française
- 1972/1973 : Non décerné
- 1973/1974 : Harold et Maude de Colin Higgins, adaptation Jean-Claude Carrière, mise en scène Jean-Louis Barrault, Compagnie Renaud-Barrault au Théâtre Récamier
- 1974/1975 : Timon d'Athènes de William Shakespeare, adaptation Jean-Claude Carrière, mise en scène Peter Brook, Théâtre des Bouffes du Nord
- 1975/1976 : La Nuit des rois de William Shakespeare, adaptation Jean-Louis Curtis, mise en scène Terry Hands, Théâtre de l'Odéon-Comédie-Française
- 1976/1977 : Le roi se meurt d'Eugène Ionesco, mise en scène Jorge Lavelli, Théâtre de l'Odéon-Comédie-Française
- 1977/1978 : Les Rustres de Carlo Goldoni, mise en scène Claude Santelli, Théâtre de la Michodière
- 1978/1979 : La Trilogie de la villégiature de Carlo Goldoni, adaptation Giorgio Strehler et Félicien Marceau, mise en scène Giorgio Strehler, Théâtre national de l'Odéon-Comédie-Française
- 1979/1980 : Le Soulier de satin de Paul Claudel, mise en scène Jean-Louis Barrault, Théâtre d'Orsay
- 1980/1981 : La Cerisaie d'Anton Tchekov, adaptation Jean-Claude Carrière, mise en scène Peter Brook, Théâtre des Bouffes du Nord
- 1981/1982 : Richard II de William Shakespeare, adaptation et mise en scène Ariane Mnouchkine, Théâtre du Soleil-Cartoucherie de Vincennes
- 1982/1983 : L'Oiseau vert de Carlo Gozzi, adaptation et mise en scène Benno Besson, Théâtre de l'Est parisien
- 1983/1984 : Terre étrangère d'Arthur Schnitzler, adaptation Michel Butel, mise en scène Luc Bondy, Théâtre des Amandiers
- 1984/1985 : Rêves d'après Franz Kafka, adaptation Enzo Cormann, mise en scène Philippe Adrien, Théâtre des Quartiers d'Ivry
- 1985/1986 : Le Mahâbhârata adaptation Jean-Claude Carrière, mise en scène Peter Brook, Festival d'Avignon
- 1986/1987 : Le Mariage de Figaro de Beaumarchais, mise en scène Jean-Pierre Vincent, Théâtre national de Chaillot
- 1987/1988 : Le Soulier de satin de Paul Claudel, mise en scène Antoine Vitez, Théâtre national de Chaillot
- 1988/1989 : La Forêt d'Alexandre Ostrovski, mise en scène Bernard Sobel, Théâtre de Gennevilliers
- 1989/1990 : Le Chemin solitaire d'Arthur Schnitzler, adaptation Michel Butel, mise en scène Luc Bondy, Festival d'automne au Théâtre du Rond-Point
- 1990/1991 : Les Atrides adaptation Ariane Mnouchkine, Mayotte et Jean Bollack, mise en scène Ariane Mnouchkine, Théâtre du Soleil-Cartoucherie de Vincennes
- 1991/1992 : Le Temps et la chambre de Botho Strauss, adaptation Michel Vinaver, mise en scène Patrice Chéreau, Festival d'automne au Odéon-Théâtre de l'Europe
- 1992/1993 : La Compagnie des hommes d'Edward Bond, mise en scène Alain Françon, Centre dramatique des Alpes et Théâtre de la Ville
- 1993/1994 : Les Trois Sœurs d'Anton Tchekhov, adaptation André Markowicz et Françoise Morvan, mise en scène Matthias Langhoff, Théâtre national de Bretagne et Théâtre de la Ville
- 1994/1995 : Oblomov d'Ivan Gontcharov, adaptation Dominique Pitoiset et André Markowicz, mise en scène Dominique Pitoiset, Théâtre national de Bretagne à la MC93 Bobigny
- 1995/1996 : L'Homme difficile de Hugo von Hofmannsthal, mise en scène Jacques Lassalle, Théâtre Vidy-Lausanne, Maison de la Culture d'Amiens et Théâtre national de la Colline
- 1996/1997 : C'est pas facile de Bertolt Brecht et Emmanuel Bove, mise en scène Didier Bezace, Théâtre de l'Aquarium, Théâtre national de Strasbourg et Festival d'Avignon
- 1997/1998 : Dans la compagnie des hommes d'Edward Bond, mise en scène Alain Françon, Théâtre de la Colline
- 1998/1999 : L'Inspecteur général de Nicolas Gogol, mise en scène Matthias Langhoff, Théâtre national de Bretagne, Théâtre des Amandiers
- 1999/2000 : Tambours sur la digue d'Hélène Cixous, mise en scène Ariane Mnouchkine, Théâtre du Soleil
- 2000/2001 : Le Cercle de craie caucasien de Bertolt Brecht, mise en scène Benno Besson, Théâtre Vidy-Lausanne, Théâtre national de la Colline
- 2001/2002 : La Mort de Danton de Georg Büchner, mise en scène Georges Lavaudant, Odéon-Théâtre de l'Europe
- 2002/2003 : Les Prétendants de Jean-Luc Lagarce, mise en scène Jean-Pierre Vincent, Théâtre national de la Colline
- 2003/2004 : Ivanov d'Anton Tchekov, mise en scène Alain Françon, Théâtre national de la Colline
- 2004/2005 : Italienne scène et orchestre de et mise en scène Jean-François Sivadier, Théâtre national de Bretagne
- 2005/2006 : Don, mécène et adorateurs d'Alexandre Ostrovski, mise en scène Bernard Sobel, Théâtre de Gennevilliers
- 2006/2007 : Kliniken de Lars Norén, mise en scène Jean-Louis Martinelli, Théâtre Nanterre-Amandiers
- 2007/2008 : Par-dessus bord de Michel Vinaver, mise en scène Christian Schiaretti, Théâtre national de la Colline
- 2008/2009 : La Cerisaie d'Anton Tchekov, mise en scène Alain Françon, Théâtre national de la Colline
- 2009/2010 : Ode maritime de Fernando Pessoa, mise en scène Claude Régy, Festival d'Avignon, Théâtre de la Ville
- 2010/2011 : Ma chambre froide de Joël Pommerat, Odéon-Théâtre de l'Europe (Ateliers Berthier)
- 2011/2012 : Peer Gynt d'Henrik Ibsen, mise en scène Éric Ruf, Comédie-Française
- 2012/2013 : Les Serments indiscrets de Marivaux, mise en scène Christophe Rauck, Théâtre Gérard-Philipe
- 2013/2014 : Chapitres de la chute, Saga des Lehman Brothers de Stefano Massini, mise en scène Arnaud Meunier, Comédie de Saint-Étienne, Théâtre du Rond-Point
- 2014/2015 : Henry VI de William Shakespeare, mise en scène Thomas Jolly, théâtre national de Bretagne, Festival d'Avignon, Odéon Théâtre de l’Europe)[1]
- 2015/2016 : Vu du pont d'Arthur Miller, mise en scène Ivo van Hove, Odéon-Théâtre de l'Europe (Ateliers Berthier)
- 2016/2017 : 2666 de Roberto Bolaño, mise en scène Julien Gosselin Festival d’Avignon, Théâtre de l’Odéon
- 2017/2018 : Tous des oiseaux, texte et mise en scène Wajdi Mouawad, Théâtre national de La Colline
- 2018/2019 : Les Idoles de Christophe Honoré, Théâtre Vidy, Théâtre de l’Odéon
- 2019/2020 : Une des dernières soirées de carnaval de Goldoni, mise en scène par Clément Hervieu-Léger (Bouffes du Nord)[2]
- 2020-2021 : Le Côté de Guermantes de Marcel Proust, mes Christophe Honoré (Comédie Française) et Avant la retraite de Thomas Bernhard, mes Alain Françon (Théâtre de la Porte-Saint-Martin)
- 2021-2022 : Illusions perdues, d’après Honoré de Balzac, mise en scène de Pauline Bayle[3]
- 2022-2023 : Le Firmament de Lucy Kirkwood, mise en scène de Chloé Dabert[4]
- 2023-2024 : Le Voyage dans l’Est de Christine Angot, adaptation et mise en scène de Stanislas Nordey[5]
- 2024-2025 : Le procès de Jeanne, d’après les minutes du procès de condamnation de Jeanne d’Arc – 1431, conception Judith Chemla et Yves Beaunesne, mise en scène Yves Beaunesne[6]